# Литтл, Райан
Райан Литтл (англ. Ryan Little; род. 28 марта 1971, Ванкувер, Британская Колумбия, Канада) — канадский кинорежиссёр, продюсер.

## Биография
Литтл родился в Ванкувере в 1971 году, у него всегда было стремление делать фильмы. Его отец сделал 8 короткометражных фильмов и всегда был готов показать их молодому Райану. При этом, страсть к кино была велика, и о думал что, не обязательно заниматься профессионально, можно даже просто для удовольствия.
За время учёбы в университете Бригама Янга, он успел сделать более двадцати короткометражных фильмов.

## Карьера
Его первым профессиональным фильмом стал Они были солдатами. Который был в соавторстве создан с Деннисом Райтом, он же поделился некоторыми историями с Литтлом. Так же фильм был основан по рассказам ветеранов Второй Мировой войны.
Также его работами стали несколько успешных картин, которые были для него богатыми на кинонаграды, в числе которых — «Они были солдатами», «Преступник Трэйл: Сокровища Буч Кэссиди», «Неугасающий» и «Боевые свиньи».

## Фильмография

### Режиссёр
- 1999 — Последняя хорошая война / The Last Good War
- 2002 — Свобода на воде / Freedom on the Water
- 2003 — Они были солдатами / Saints and Soldiers
- 2005 — Все, что вы хотите (ТВ) / Everything You Want
- 2006 — Преступник Трэйл: Сокровища Буч Кэссиди / Outlaw Trail: The Treasure of Butch Cassidy
- 2007 — Дом страхов / House of Fears
- 2008 — Неугасающий / Forever Strong
- 2011 — Эра драконов / Age of the Dragons
- 2012 — Они были солдатами:Воздушный десант / Saints and Soldiers: Airborne Creed
- 2014 — Они были солдатами:Пустота / Saints and Soldiers: The Void
- 2015 — Боевые свиньи / War Pigs

### Продюсер
- 1999 — Последняя хорошая война / The Last Good War
- 2000 — Неправильный Брат / The Wrong Brother
- 2003 — Они были солдатами / Saints and Soldiers
- 2006 — Преступник Трэйл: Сокровища Буч Кэссиди / Outlaw Trail: The Treasure of Butch Cassidy
- 2007 — Дом страхов / House of Fears
- 2008 — Неугасающий / Forever Strong
- 2012 — Они были солдатами:Воздушный десант / Saints and Soldiers: Airborne Creed
- 2014 — Они были солдатами:Пустота / Saints and Soldiers: The Void

## Награды и номинации

### Награды
- 1999 — Премия «Heartland Film Festival» — приз им. Джимми Стюарда, за фильм «Последняя хорошая война»
- 2003 — Премия «Bearfest — Big Bear Lake International Film Festival»— приз зрительских симпатий, за фильм «Они были солдатами»
- 2003 — Премия «Gloria Film Festival» — Приз зрительских симпатий, за фильм «Они были солдатами»
- 2003 — Премия «Gloria Film Festival» — лучший фильм «Они были солдатами»
- 2003 — Премия «Heartland Film Festival» — за лучший драматический фильм, за фильм «Они были солдатами»
- 2003 — Премия «Heartland Film Festival» — Приз зрительских симпатий, за фильм «Они были солдатами»
- 2003 — Премия «Long Beach International Film Festival, Pasadena» — Приз зрительских симпатий, за фильм «Они были солдатами»
- 2003 — Премия «Marco Island Film Festival» — Приз зрительских симпатий, за фильм «Они были солдатами»
- 2003 — Премия «Ojai Film Festiva» — за лучший драматический фильм, за фильм «Они были солдатами»
- 2003 — Премия «Sacramento Festival of Cinema» — Приз зрительских симпатий, за фильм «Они были солдатами»
- 2003 — Премия «San Diego Film Festival» — лучший фильм «Они были солдатами»
- 2003 — Премия «St. George Eclipse Film Festival» — Приз зрительских симпатий, за фильм «Они были солдатами»
- 2003 — Премия «Telluride Indiefest» — за лучший драматический фильм, за фильм «Они были солдатами»
- 2003 — Премия «Temecula Valley International Film Festival» — лучший фильм «Они были солдатами»
- 2004 — Премия «Stony Brook Film Festival» — лучший фильм «Они были солдатами»
- 2006 — Премия «Heartland Film Festival» — за лучший драматический фильм, за фильм «Преступник Трэйл: Сокровища Буч Кэссиди»
- 2009 — Премия «Character and Morality in Entertainment Awards» — лучший фильм «Неугасающий»
- 2015 — Премия «GI Film Festival» — лучший фильм «Боевые свиньи»

### Номинации
- 2005 — Премия «Independent Spirit Awards» — за лучший драматический фильм, за фильм «Они были солдатами»
- 2005 — Премия «Independent Spirit Awards» — лучший фильм, за фильм «Они были солдатами»